# Thomas Erskine (6e comte de Kellie)
Pour les articles homonymes, voir Thomas Erskine.
Thomas Erskine, né le 1er septembre 1732 au château de Kellie dans la région de Fife en Écosse et mort le 9 octobre 1781 à Bruxelles dans les Pays-Bas autrichiens, est un violoniste et compositeur britannique de la période classique, adepte du style galant de l'école de Mannheim,.

## Biographie
Issu d'une famille noble, Erskine commence ses études à Édimbourg auprès de William McGibbon (1696-1756), un compositeur et violoniste qui lui enseigne le style baroque. À l'âge de 17 ans, il devient membre de l'Edinburgh Musical Society, où il joue fréquemment avec Francesco Barsanti, dont il étudie la musique,.
Vers 1753, il entame son « Grand Tour » à travers l'Europe et passe près de trois ans à Mannheim où il étudie la composition auprès de Johann Stamitz, le fondateur de l'École de Mannheim,,. Il devient un membre auxilaire de l'orchestre de Mannheim sous le nom de Fiddler Tam.
En 1756, Thomas Erskine doit revenir à Fife en Écosse pour devenir le 6e comte de Kellie. Un an plus tard, il devient le directeur de l'Edinburgh Musical Society, devenant ainsi une personnalité importante de la scène musicale à Édimbourg, ce qu'il restera jusqu'à sa mort,
Établi à Londres en 1763, Thomas Erskine promeut le style de l'École de Mannheim auprès des compositeurs anglais avec un succès considérable,.
Il revient en 1767 en Écosse, où il mène une vie de luxe et de plaisirs.
Thomas Erskine meurt le 9 octobre 1781 à Bruxelles, dans les Pays-Bas autrichiens, alors qu'il était en route pour Spa, une des grandes villes d'eaux d'Europe, où il avait l'intention de faire une cure pour traiter ses problèmes d'alcoolisme.

## Œuvre
L'œuvre de Thomas Erskine fut populaire en Grande-Bretagne durant toute la seconde moitié du XVIIIe siècle, principalement pour son utilisation de procédés inspirés de Mannheim, et pour son orchestration intelligente.
Thomas Erskine a composé au moins vingt symphonies pour l'Edinburgh Musical Society. Ses premières symphonies sont publiées en 1761 à Edimbourgh par Robert Bremner, le premier éditeur écossais de musique dans le sens commercial que l'on entend aujourd'hui, qui avait compris le potentiel du style de Mannheim. Mais la paternité de certaines de ces premières symphonies est discutée : sa symphonie op. 1 no 4  par exemple serait en fait une transcription de la symphonie op. 4 no 6 de Stamitz.
Ses symphonies ultérieures, les Periodical Overtures no 13, 17, 25 et 28, qui portent les traces de son apprentissage à Mannheim auprès de Johann Stamitz, furent publiées en 1766, 1767, 1769 et 1770 dans la collection de symphonies de compositeurs britanniques publiée par l'éditeur Robert Bremner entre 1763 et 1770, qui porté par le succès de la première publication de symphonies d'Erskine, avait entretemps déménagé à Londres,,. La Periodical Overture no 17 en si bémol majeur fut enregistrée en 2001 par The Hanover Band sur le CD 18th Century British Symphonies.
Son œuvre comprend par ailleurs 23 menuets, neuf sonates en trio, neuf quatuors à corde, plusieurs duos pour violons, un air de concert, une serenata perdue et plusieurs pièces pour instruments à vent.

## Enregistrements
- Periodical Overture no 17 in E flat sur le CD 18th Century British Symphonies, The Hanover Band, dir. Graham Lea-Cox (Gaudeamus, CD Gau 216, 2001)